# 4667 Robbiesh
4667 Robbiesh (1986 VC) là một tiểu hành tinh vành đai chính được phát hiện ngày 4 tháng 11 năm 1986 bởi R. H. McNaught ở Siding Spring.